# ミヒャエル・コールハース
『ミヒャエル・コールハース』（独：Michael Kohlhaas）は、クライストの中編小説。1806年『フェーブス』6月号（実際の発行は11月）に序盤が掲載され、1810年『小説集』第一巻に完全版が収録された。領主の不正への憤りから暴徒の頭となった商人ミヒャエル・コールハースの運命を描いた作品で、16世紀に実在したザクセンの体制反逆者ハンス・コールハースの行状を記した古記録を典拠としている。

## あらすじ
馬商人ミヒャエル・コールハースは、あるとき売り物の馬を数頭引いてザクセン領の市に向かうが、トロンケンブルク城の付近で通行止めに会う。以前にここを通ったときにはなかったことであるが、領主が替わって通行証が必要になったというのである。あとで通行証を貰ってくるからということで、コールハースは保証として黒馬二頭とそれを世話する牧童とを預けた上で目的の市に向かう。しかしドレスデンで、通行証が必要という話は嘘であったことがわかる。そして仕事を終えて城に戻ると、保証として置いていった馬はこき使われてすっかり痩せこけ、馬への虐待に抗議した牧童は追い出されていた。コールハースは新領主フォン・トロンカに弁償を求めるが、取り合ってもらえない。もともと不正を許すことができない性質であったコールハースは泣き寝入りできず、助言をうけてブランデンブルク選帝侯宛てに、ザクセン選帝侯への抗議を促す訴状を書く。しかしこれもトロンカの親族たちの根回しによって握りつぶされ、その上訴状を届けようとしたコールハースの妻は、衛兵からの暴力がもとで死去してしまう。
怒りに燃えたコールハースは、7人の仲間を集めて武装したうえで城を襲撃、城を打ち壊すことには成功するが、フォン・トロンカはヴィッテンベルクへ逃れる。逃げたフォン・トロンカを追ううち、食を失った賎民たちを取り込んで400人の規模まで膨れ上がったコールハースの軍勢は、フォン・トロンカをあぶりだすために街を焼き討ちにし、国中を恐怖に陥れる。そうするうちに、ライプツィヒのマルティン・ルターがコールハースの行動を非難する布告を出す。もともと信仰が厚くルターを私淑していたコールハースは、これを聞いてルターに面会を求め、こうなるに至った経緯を説明する。事情を知ったルターは選帝侯との間をとりなして、コールハースたちの武装解除を条件に不正事件の再審を認めさせる。事件は神聖ローマ帝国の高等法院で裁かれることになり、コールハースの訴えが全面的に認められた結果、フォン・トロンカには賠償と二年の禁固刑が言い渡される。一方で世間を騒がせたコールハースの罪も否定できず打ち首が決まるが、訴えが認められたことに満足したコールハースは従容として判決を受け入れる。

## 原典と成立背景

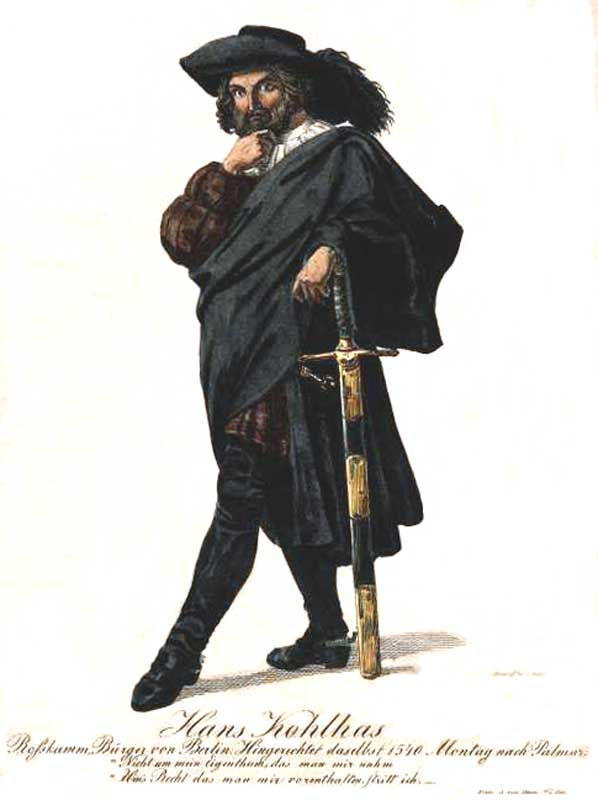
作者不詳のハンス・コールハースの肖像。19世紀に印刷された銅版画集から。

この作品はシュットゥゲンとクライジヒによるの著作『古文書による注目すべき上部ザクセンとその隣接国の歴史周囲』（1731年、ドレスデンおよびライプツィヒ）に記されている体制反逆者ハンス・コールハースの行状記録を典拠としている。この書物の第三部のなかに「クール・ザクセン国の謀反人、コールハースについての報告、ペーター・ハフィッツのしたためし辺境領（マルク）の年代記より」という文書があり、馬の抑留にはじまる領主の不正からコールハースの襲撃、ルターとの面会から再審、処刑まで大筋はこれに拠っている。このほか同じ書物に言及されているニコラス・ロイティンガーの『マルクおよびブランデンブルクの歴史略記』も作品執筆に利用されたと考えられている。
この作品は1804年、クライストが友人のエルンスト・プフーエルからこの話を教えられ作品に仕立てたらどうかと示唆したことから着想され、1805年に執筆に着手したといわれている。別の友人の証言によれば、頑固一徹なコールハースの性格は作者クライストのそれの生き写しであるという。なお物語の後半には、ザクセン選帝侯とブランデンブルク選帝侯がジプシーに各々の将来を占わせ、そのうちのザクセン選帝侯の運命を記した紙がコールハースの手にわたり、彼は選帝侯本人に内容を知らせないまま処刑される、という、小説全体の流れからしてやや不自然なエピソードが加えられているが、これには当時ライン同盟に参加していたザクセン王家に対するクライストの不満が背景にあると見られる。

## 影響・翻案
本作品はフランツ・カフカの愛読書のひとつであった。高等学校時代からクライストを愛読していたカフカは、不可解な訴訟の手続きに振り回された挙句処刑されてしまう男を描いた小説『審判』の執筆（1914-1915年）までに少なくとも三度『ミヒャエル・コールハース』を読んでいる。
E・L・ドクトロウの映画化もされた小説『ラグタイム』（1975年）では、メインプロットのひとつで「コールハウス・ウォーカー」（Coalhouse Walker）という人物が登場する、本作と流れのよく似た物語が扱われており、ドクトロウ自身この作品はクライストの作品に対する明確なオマージュとして書かれたと述べている。このほか現代ドイツの作家クリストフ・ハインに、「現代の（より幸福な）コールハース」という、1970年代の東ドイツを風刺した短編がある。
『ミヒャエル・コールハース』は、フォルカー・シュレンドルフ（1969年）、ジョン・バダム（1999年）、アルノー・ドゥ・パリエール（2013年）などの映画監督によってこれまでに5度映画化されている（テレビ映画などを含む）。

### 映像化作品
- ジャック・ブル（英語版） - ジョン・バダム監督による1999年のテレビ映画。西部劇に翻案されている。
- バトル・オブ・ライジング コールハースの戦い - アルノー・ドゥ・パリエール（フランス語版）監督による2013年のフランス・ドイツ合作映画。